# Gmina Kocierzew Południowy
Die Gmina Kocierzew Południowy ist eine Landgemeinde im Powiat Łowicki der Woiwodschaft Łódź in Polen. Sie hat etwa 4200 Einwohner und ihr Sitz ist das Dorf Kocierzew Południowy mit 380 Einwohnern.

## Geographie

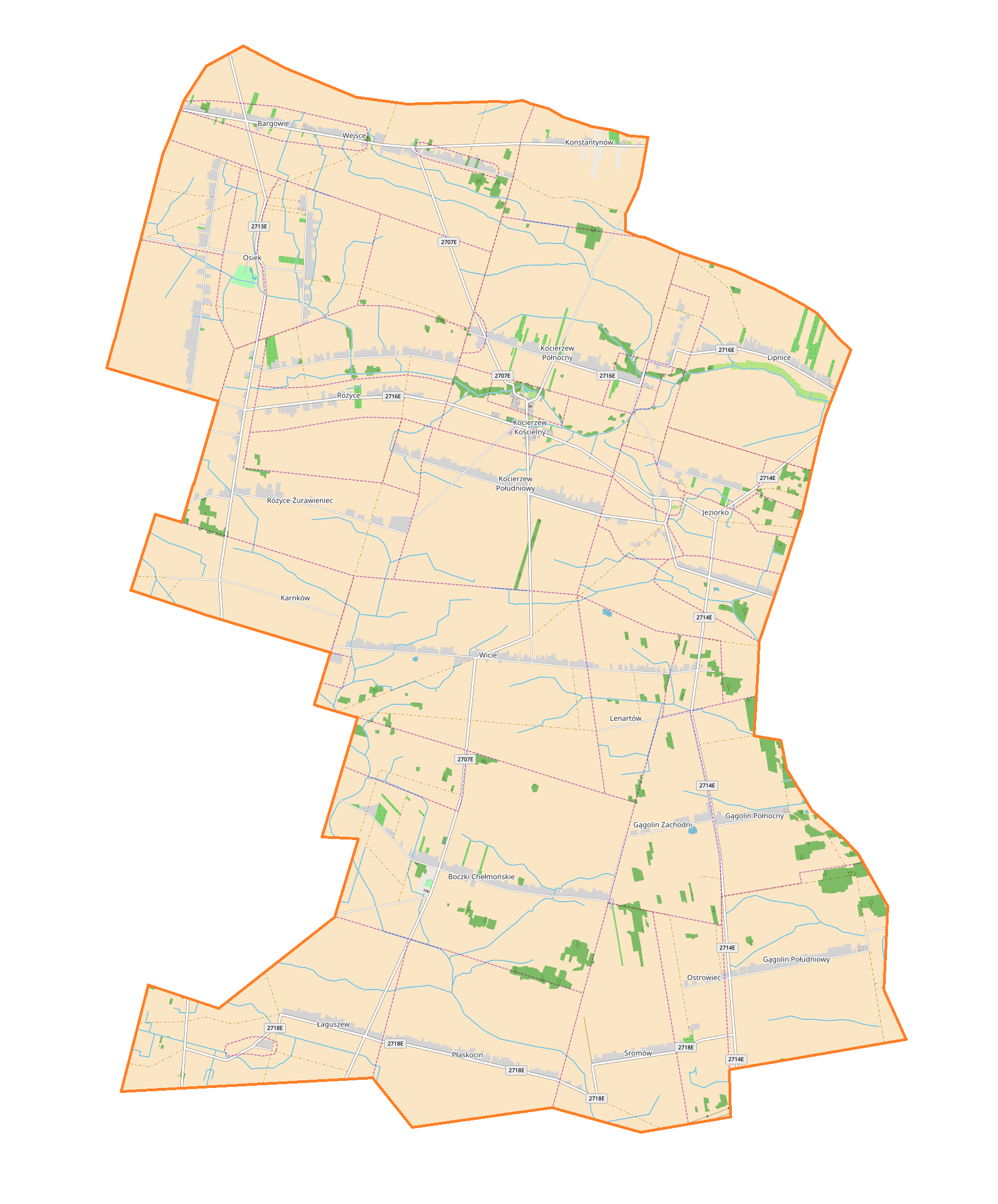
Karte der Gemeinde

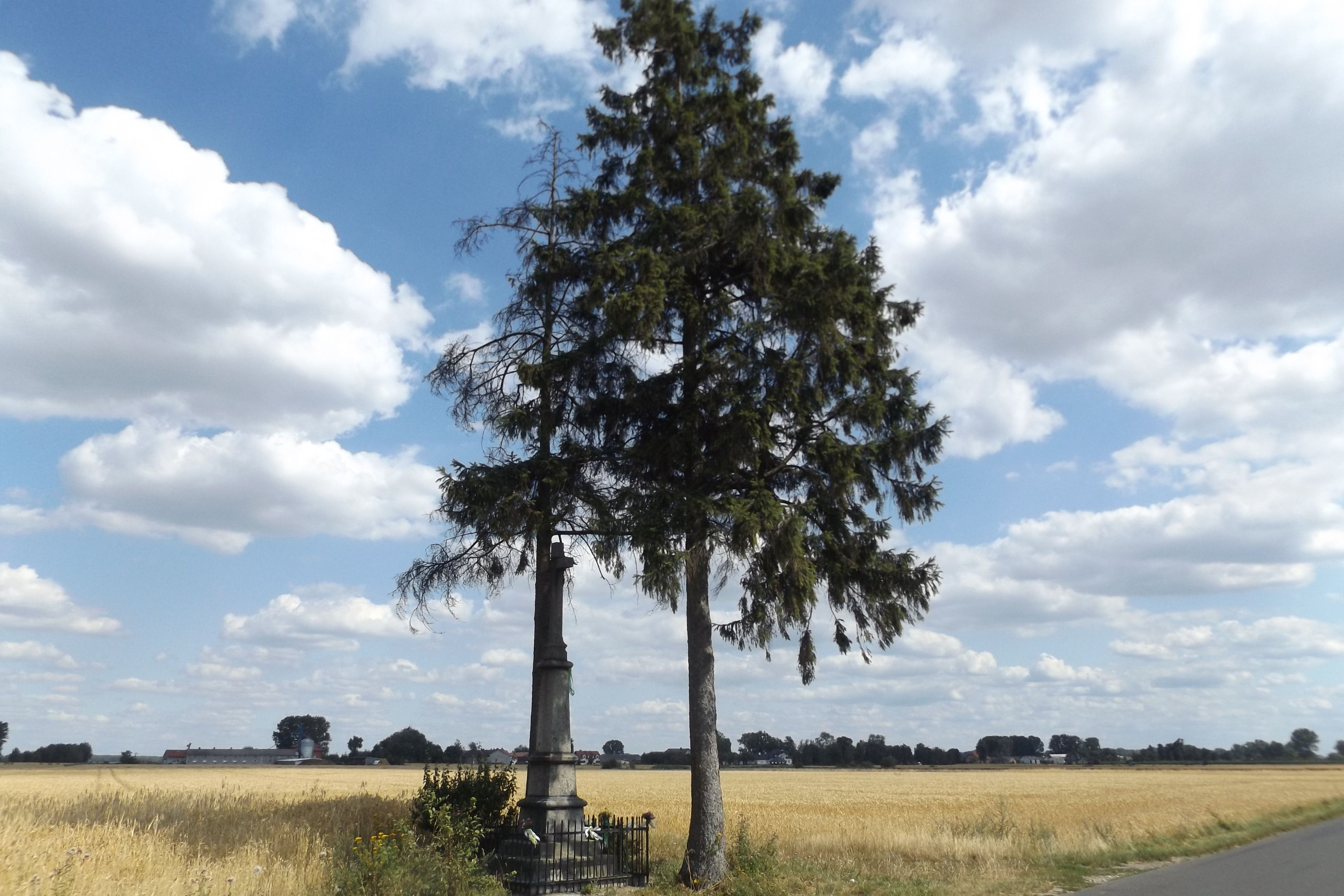
Landschaft bei Osiek

Die Gemeinde liegt im Nordosten der Woiwodschaft und grenzt im Norden und Osten an die Woiwodschaft Masowien. Die Kreisstadt Łowicz (deutsch Lowitsch) liegt drei Kilometer südwestlich, Łódź (Lodz) etwa 45 Kilometer südwestlich und Warschau 80 Kilometer östlich. Nachbargemeinden sind im Powiat Sochaczewski Iłów im Norden, Rybno im Nordosten und Nowa Sucha im Osten sowie im Powiat Łowicki Nieborów im Südosten, Łowicz im Südwesten, Chąśno im Westen und Kiernozia im Nordwesten. Die Gemeinde hat eine Fläche von 93,7 km², von der 93 Prozent land- und 2 Prozent forstwirtschaftlich genutzt werden. Ihr Gebiet ist mit 45 Einwohnern/km² dünn besiedelt. Die Orte sind Straßendörfer. Das Gebiet gehört zur großpolnischen Tiefebene und ist reich an kleineren Wasserläufen, die zur Bzura entwässern.

## Geschichte
Das Gemeindegebiet gehörte historisch zu Masowien. Bei der Zweiten Teilung Polens fiel es 1793 an Preußen und kam 1807 zum Herzogtum Warschau. Preußische Siedler legten 1795 einen evangelischen Friedhof bei Gągolin Zachodni. Nach dem Wiener Kongress 1815 wurde die Region Teil Kongresspolens. Während der deutschen Besetzung Polens im Zweiten Weltkrieg kam das Gemeindegebiet zur Kreishauptmannschaft Lowitsch im Generalgouvernement.
Die Landgemeinde Kompina wurde 1954 in Gromadas zerschlagen. Zum 1. Januar 1973 wurde im Powiat Łowicki alten Zuschnitts in der ehemaligen Woiwodschaft Łódź die Landgemeinde Kocierzew Południowy aus einem Teil dieser Gromadas neu gebildet. Von 1975 bis 1998 gehörte die Gemeinde zur Woiwodschaft Skierniewice. Der Powiat war in dieser Zeit aufgelöst. Die Landgemeinde kam 1999 an den Powiat Łowicki der Woiwodschaft Łódź im gegenwärtigen Gebietszuschnitt. Die parteilose Agnieszka Danuta Wojda hat das Amt des Wójt inne. Bei den Kommunalwahlen im April 2024 wurde sie im ersten Wahlgang mit 51,07 Prozent der Stimmen wiedergewählt.

## Gliederung
Zur Landgemeinde (gmina wiejska) Kocierzew Południowy gehören die 19 folgenden Dörfer mit Schulzenamt (sołectwo), denen weitere Orte ohne Schulzenamt zugeordnet sind:
Boczki Chełmońskie (375)
Gągolin Południowy (318)
Gągolin Północny (125)
Gągolin Zachodni (84)
Jeziorko (257)
Kocierzew Południowy (395)
Kocierzew Północny (271)
Konstantynów (62)
Łaguszew (223)
Lenartów (128)
Lipnice (209)
Osiek (336)
Ostrowiec (109)
Płaskocin (221)
Różyce (325)
Różyce-Żurawieniec (151)
Sromów (147)
Wejsce (341)
Wicie (292)
(Einwohnerzahlen vom 30. September 2017)
Kleinere Orte der Gemeinde sind den Schulzenämtern zugeordnet, dazu gehören das Dorf Kocierzew Kościelny sowie der Wohnplatz Błoto mit amtlicher Ortskennung SIMC.

## Verkehr
Die Landesstraße DK92 verläuft südlich der Gemeindegebiets. Über Powiatstraßen werden von Kocierzew Południowy die Stadt Łowicz sowie von Kocierzew Kościelny über Rybno die Stadt Sochaczew erreicht.
Die nächsten Fernbahnhöfe sind Łowicz und Bednary an der Strecke Posen–Warschau.
Der nächste internationale Flughafen ist Łódź.